# Gyranusoidea dilatata
Gyranusoidea dilatata är en stekelart som beskrevs av Annecke och Mynhardt 1970. Gyranusoidea dilatata ingår i släktet Gyranusoidea och familjen sköldlussteklar. Inga underarter finns listade i Catalogue of Life.